# Yeghegnadzor
Yeghegnadzor (Եղեգնաձոր en armenio) es una comunidad urbana de Armenia. Es la capital de la provincia de Vayots' Dzor. Es famosa por el vino producido en esta área. 
En 2011 tiene 7944 habitantes.
El municipio tiene cuatro escuelas de educación pública, tres escuelas de educación preescolar, un college intermedio, una escuela de música y arte y una escuela deportiva. El museo geológico de Yeghegnadzor fue abierto en 2002. El equipo de fútbol del municipio, el Arpa Yeghegnadzor, está inactivo.